# Кржижикова (станція метро)
50°05′33″ пн. ш. 14°27′05″ сх. д. / 50.09250° пн. ш. 14.45139° сх. д.
Кржижикова (чеськ. Křižíkova) — станція Празького метрополітену. Розташована між станціями «Флоренц» та «Інвалідовна».
Станція була відкрита 22 листопада 1990 року у складі пускової дільниці лінії B «Флоренц»—«Чеськоморавська».

## Характеристика станції
Розташована в районі Карлін під Тгамовою вулицею. У 2002 році була повністю затоплена під час повені. Спочатку станцію пропонувалося назвати «Карлін».
«Кржижикова» — пілонна трисклепінна з укороченим центральним залом і сім'ю парами отворів між платформами і центральним проходом. Станція закладена на глибині 34,8 метри, а її довжина становить 111 метрів. Ширина платформи — 18,7 метрів. Будівництво станції відбувалося в 1986-1990 роках і коштувало 353 мільйони чехословацьких крон.